# Brovad
Brovad er en lokalitet beliggende i det sydøstlige Jylland der, hvor landevejen fra Snoghøj til Vejle skærer Erritsø bæk.

## Etymologi
Navnet Brovad forklares som "det brolagte vadested". Forklaringen skal ses i lyset af, at Snoghøj historisk var overfartssted mellem Fyn og Jylland indtil Lillebæltsbroen blev bygget i 1935.

## Historie
Brovad har historisk kun bestået af få, spredte gårde, ikke nogen samlet landsby. Mod nordøst lå landsbyen Erritsø, mod nordvest landsbyen Tårup. På ældre kort optræder Brovad bro, Brogaard sydvest for broen og Hovgaard sydøst for bækken. I begyndelsen af det 20 århundrede anlagdes Brovad Mejeri nord for bækken. Anlæggelsen af jernbaner til Fredericia betød, at både denne by og Erritsø begyndte at vokse, og omkring 1970 havde Erritsø udviklet sig til en mindre by bestående af villaer samt et nyt fabrikskvarter, der bredte sig vestpå mod Brovad, som efterhånden blev nået af den fremadskridende byudvikling.

## Ridecenter
En af de gamle gårde, der lå nord for bækken er indrettet til rideskole (ridecenter).

## Vejle landevej
Vejle Landevej (tidligere A18 og E67 indtil nummereringssystemet blev ændret) er nu forbundet med den gamle lillebæltsbro.